# قایق یدک‌کش

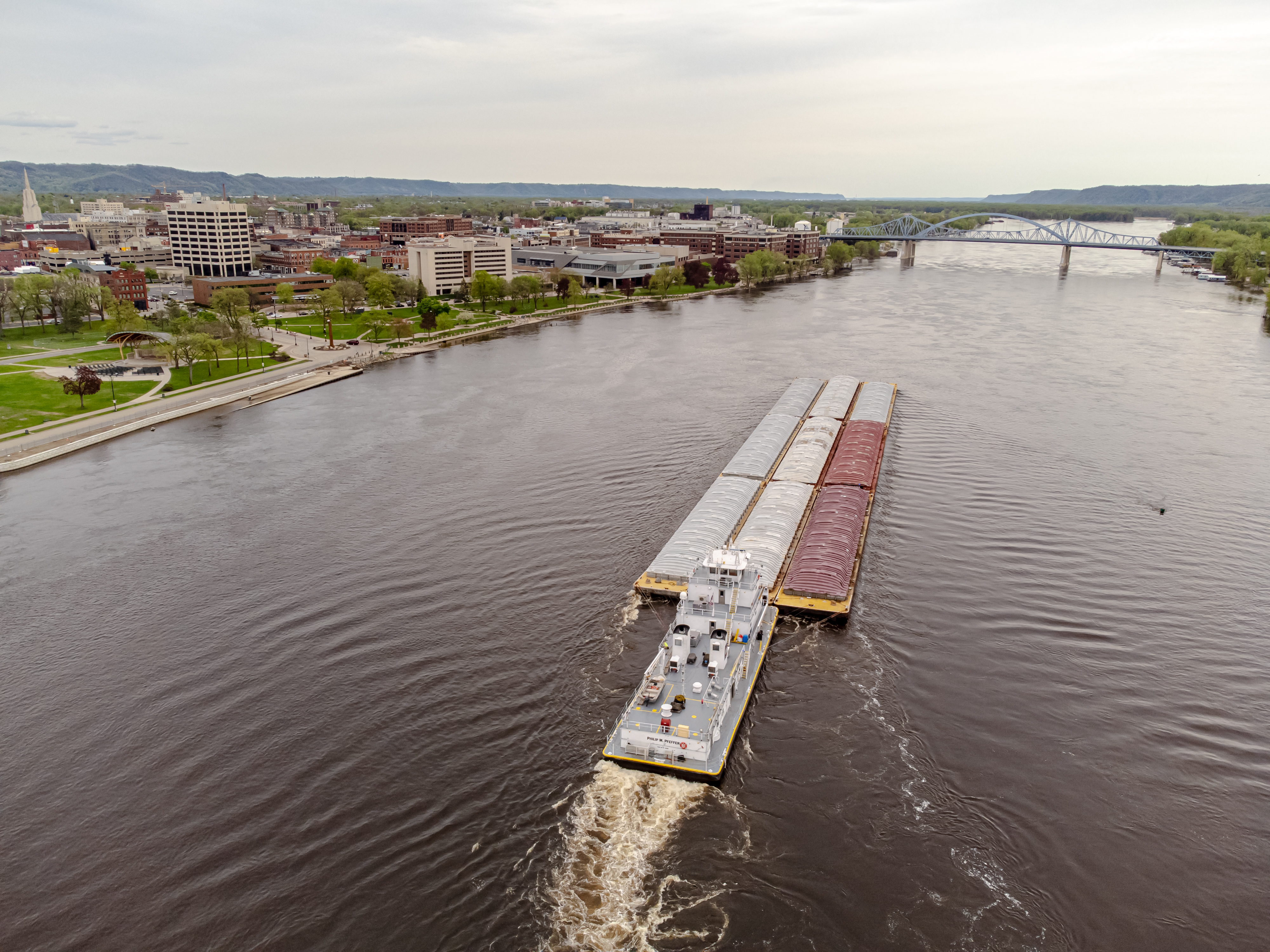
یدک‌بر نه‌واحدی دوبه که از لا کراس، ویسکانسین عبور می‌کند.

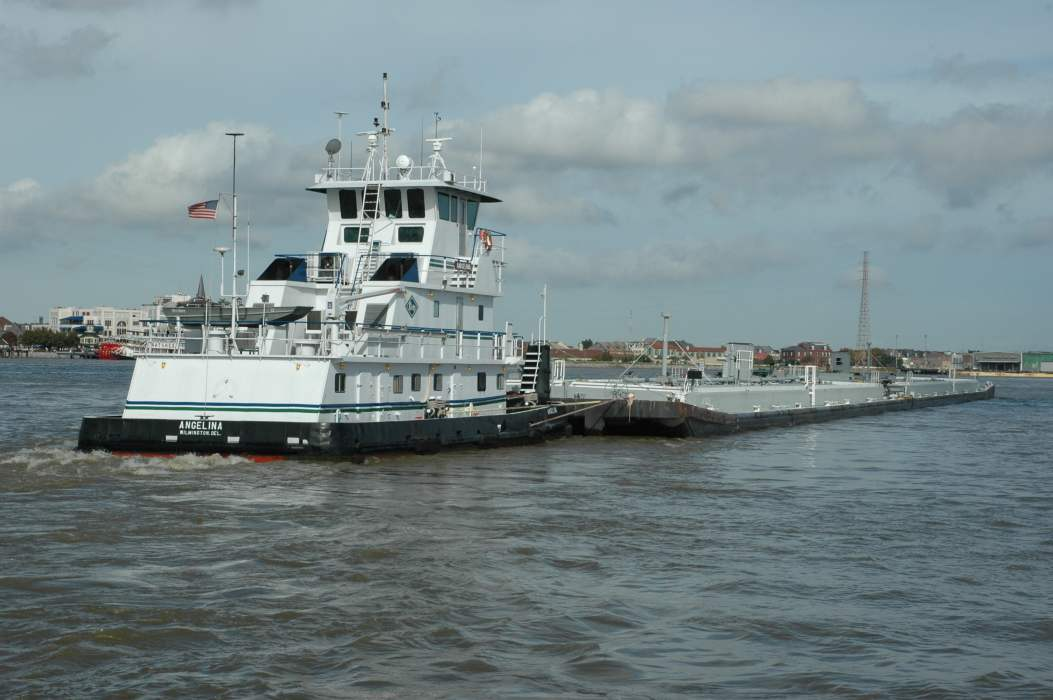
یدک‌بر آنجلینا دو بارج بارگیری‌شده را در نیو اورلئان حرکت می‌دهد.

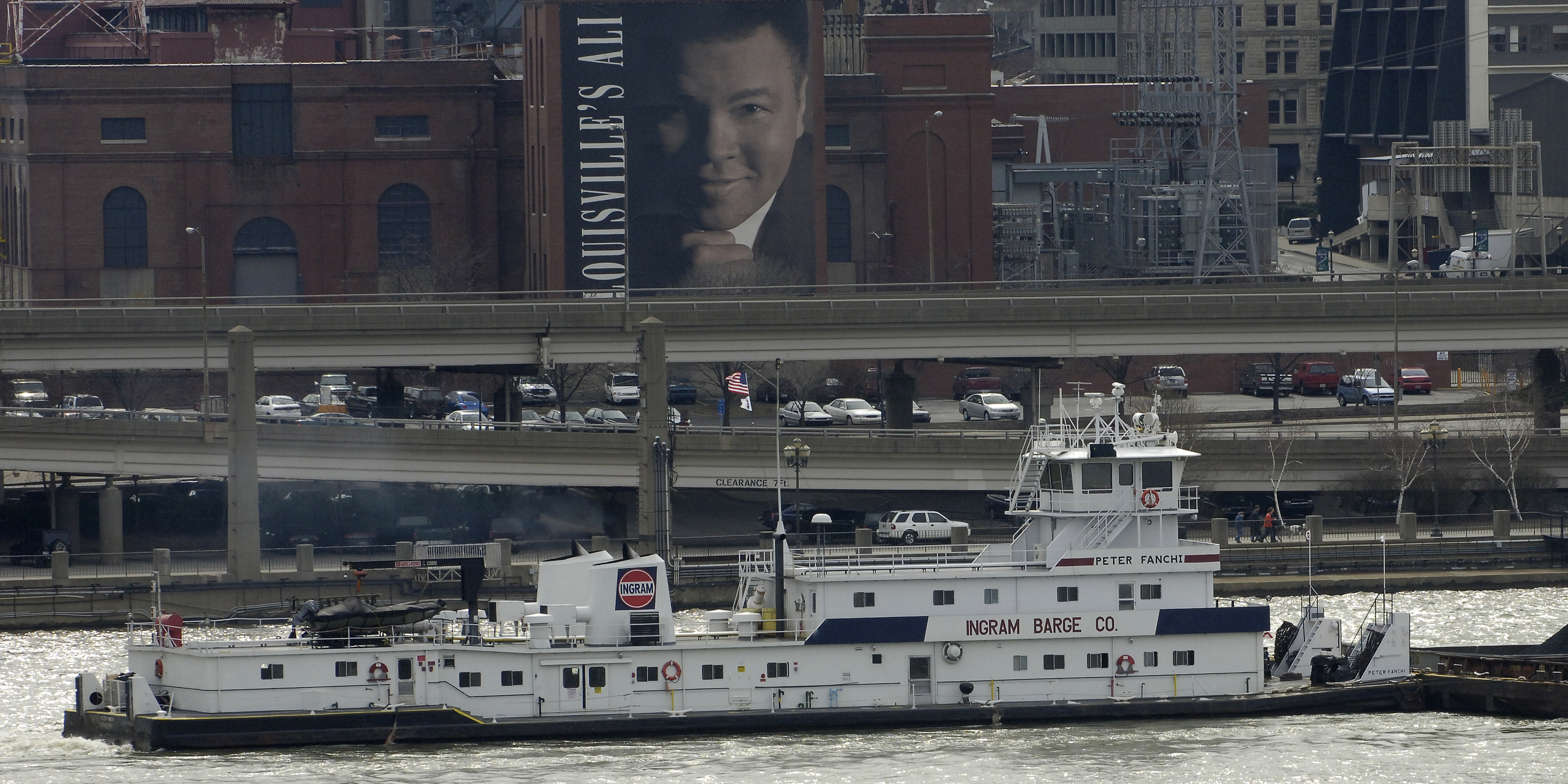
قایق یدک‌کش پیتر فانچی در حال حرکت به سمت جنوب در رودخانه اوهایو در لویویل، کنتاکی.

قایق یَدَک‌کِش یا یدک‌بر، نوعی قایق است که برای هل دادن دوبه یا شناورهای حمل خودرو طراحی شده است. این قایق‌ها با دماغه مربعی، آبخور کم عمق و معمولاً با زانوهایی که صفحات بزرگی هستند که برای هل دادن دوبه‌ها با ارتفاع‌های مختلف به دماغه نصب می‌شوند، مشخص می‌شوند. این قایق‌ها معمولاً در رودخانه‌ها و آبراه‌های داخلی فعالیت می‌کنند.
به چندین دوبه که به هم بسته شده‌اند یا یک قایق و هر دوبه‌ای که به آن بسته شده باشد، «یدک‌کش» گفته می‌شود و می‌تواند ده‌ها دوبه داشته باشد. بسیاری از این کشتی‌ها، به ویژه قایق‌های مسافت طولانی، شامل محل زندگی برای خدمه هستند.
توان خروجی موتور قایق یدک‌کش از کمتر از ۶۰۰ اسب بخار (۴۴۷ کیلووات) تا ۱۱٬۱۰۰ اسب بخار (۸٬۲۷۷ کیلووات) متغیر است. 

## اندازه
اکثر قایق‌های یدک‌کش از ۳۵ تا ۲۰۰ فوت (۱۱ تا ۶۱ متر) طول و ۲۱ تا ۵۶ فوت (۶٫۴ تا ۱۷٫۱ متر) عرض دارند. قایق‌های کوچکتر در بندرها، مناطق شناور و اطراف قفل‌ها استفاده می‌شوند در حالی که قایق‌های بزرگتر در عملیات «خطوط هوایی» در مسافت‌های طولانی و بین بنادر اصلی فعالیت می‌کنند.
در ایالات متحده، در جنوب زنجیره سدهای سلولی صخره‌ای در رودخانه می‌سی‌سی‌پی، رودخانه بدون قفل یا مانعی به جز اندازه و عمق کانال باز است. قایق‌های بزرگتر می‌توانند این بخش از رودخانه را با حداکثر اندازه یدک‌کش ۴۲ دوبه به سمت جنوب و ۴۰+ دوبه به سمت شمال طی کنند. یک یدک‌کش معمولی رودخانه ممکن است ۳۵ تا ۴۲ دوبه باشد که هر کدام حدود ۲۰۰ فوت (۶۱ متر) طول و ۳۵ فوت (۱۱ متر) عرض دارند و به شکل مستطیلی به طول ۶ تا ۷ دوبه و عرض ۵ تا ۶ دوبه، بسته به تعداد دوبه‌ها در یدک‌کش، پیکربندی شده‌اند. کل یدک‌کش، به استثنای قایق یدک‌کش، به راحتی می‌تواند بیش از ۱۲۰۰ فوت (۳۷۰ متر) طول و ۲۰۰ فوت (۶۱ متر) عرض داشته باشد و بیش از ۶ هکتار (۲٫۴ هکتار) را پوشش دهد و هزاران تن محموله را در خود جای دهد.

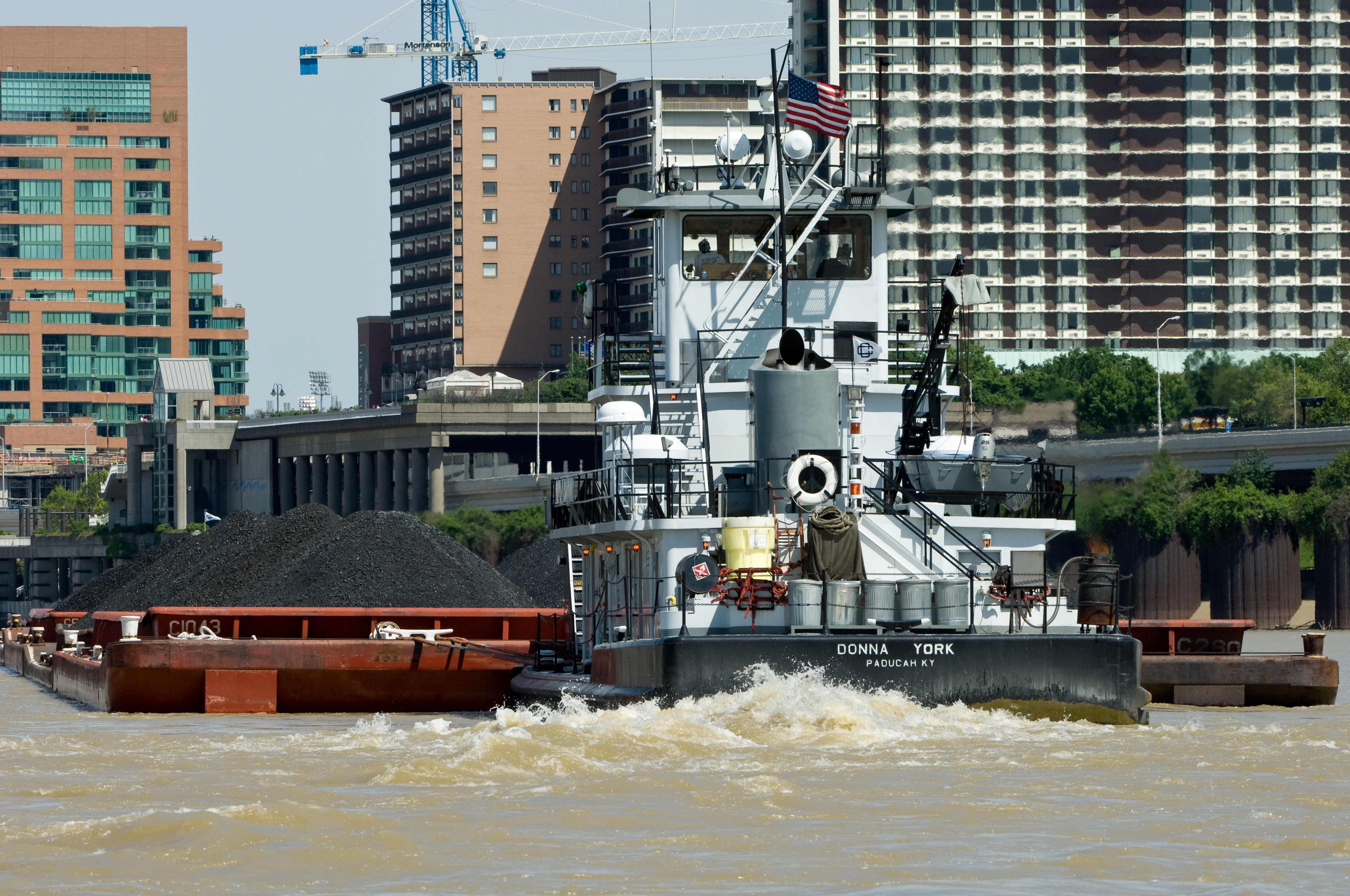
دانا یورک دوبه‌های زغال‌سنگ را در رودخانه اوهایو در لویویل، کنتاکی حرکت می‌دهد.

در ایالات متحده در بالای سنت لوئیس در رودخانه می‌سی‌سی‌پی علیا و در رودخانه‌های دیگر مانند ایلینوی، اوهایو، آرکانزاس، تنسی و کامبرلند، قایق‌ها به دلیل اندازه محفظه‌های قفل، می‌توانند تنها تا ۱۶ دوبه را اداره کنند. این قایق‌ها معمولاً به ۵۰۰۰ اسب بخار (۳٬۷۲۸ کیلووات) محدود می‌شوند.
قایق‌های یدک‌کش در سرویس خطوط هوایی ۲۴ ساعته و ۷ روز هفته کار می‌کنند و جدیدترین تجهیزات ناوبری مانند رادار رنگی، سیستم‌های جی‌پی‌اس، نمودارهای الکترونیکی رودخانه و ارتباطات رادیویی تخصصی را دارند.
قایق‌هایی که از آبراه درون ساحلی (ICW) عبور می‌کنند معمولاً به عنوان «قایق‌های خندقی» یا «قایق‌های کانالی» شناخته می‌شوند. یدک‌کش‌های ICW معمولاً از ۱ تا ۶ دوبه با اندازه‌های مختلف تشکیل شده‌اند که معمولاً هنگام بارگیری «به صورت انتهایی» به هم متصل می‌شوند یا هنگام خالی بودن «به صورت پهلو به پهلو» به هم متصل می‌شوند.

## تاریخچه

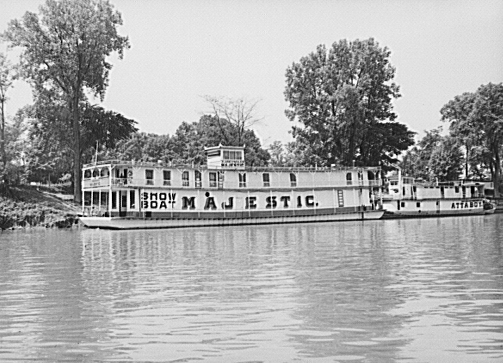
قایق نمایشی ماجستیک که توسط یدک‌بر اتابوی حرکت داده می‌شود.

اصطلاح قایق یدک‌کش از دوران کشتی بخار نشأت می‌گیرد، زمانی که ثروت کشتی‌های بخار رو به کاهش گذاشت و برای زنده ماندن، کشتی‌های بخار شروع به «یدک کشیدن» دوبه‌های چوبی در کنار خود کردند تا درآمد اضافی کسب کنند. در نهایت، گسترش راه‌آهن پس از جنگ داخلی آمریکا به دوران کشتی بخار پایان داد.
در طول قرن نوزدهم، از قایق‌های یدک‌کش برای هل دادن قایق‌های نمایشی استفاده می‌شد که موتور بخار نداشتند تا فضا را برای یک تئاتر آزاد کنند.

## قایق‌های یدک‌کش حفظ‌شده
موزه کشتیرانی داخلی در دوردرخت، هلند جنوبی، هلند، حول رنه زیگفرید، یک قایق هل دهنده رودخانه راین که در سال ۱۹۶۳ ساخته شد و در سال ۱۹۸۹ از رده خارج شد، متمرکز شده است.
دبلیو. پی. اسنایدر جونیور، همچنین به عنوان W. H. Clingerman, W. P. Snyder Jr. State Memorial یا J. L. Perry شناخته می‌شود، یک قایق یدک‌کش تاریخی است که در رودخانه ماسکینگام در ماریتا، اوهایو، در موزه رودخانه اوهایو پهلو گرفته است. این کشتی که یک بنای تاریخی ملی است، تنها قایق یدک‌کش چرخدار با موتور بخار دست نخورده است که هنوز در سیستم رودخانه ایالات متحده وجود دارد.